# Liste des mammifères au Maroc

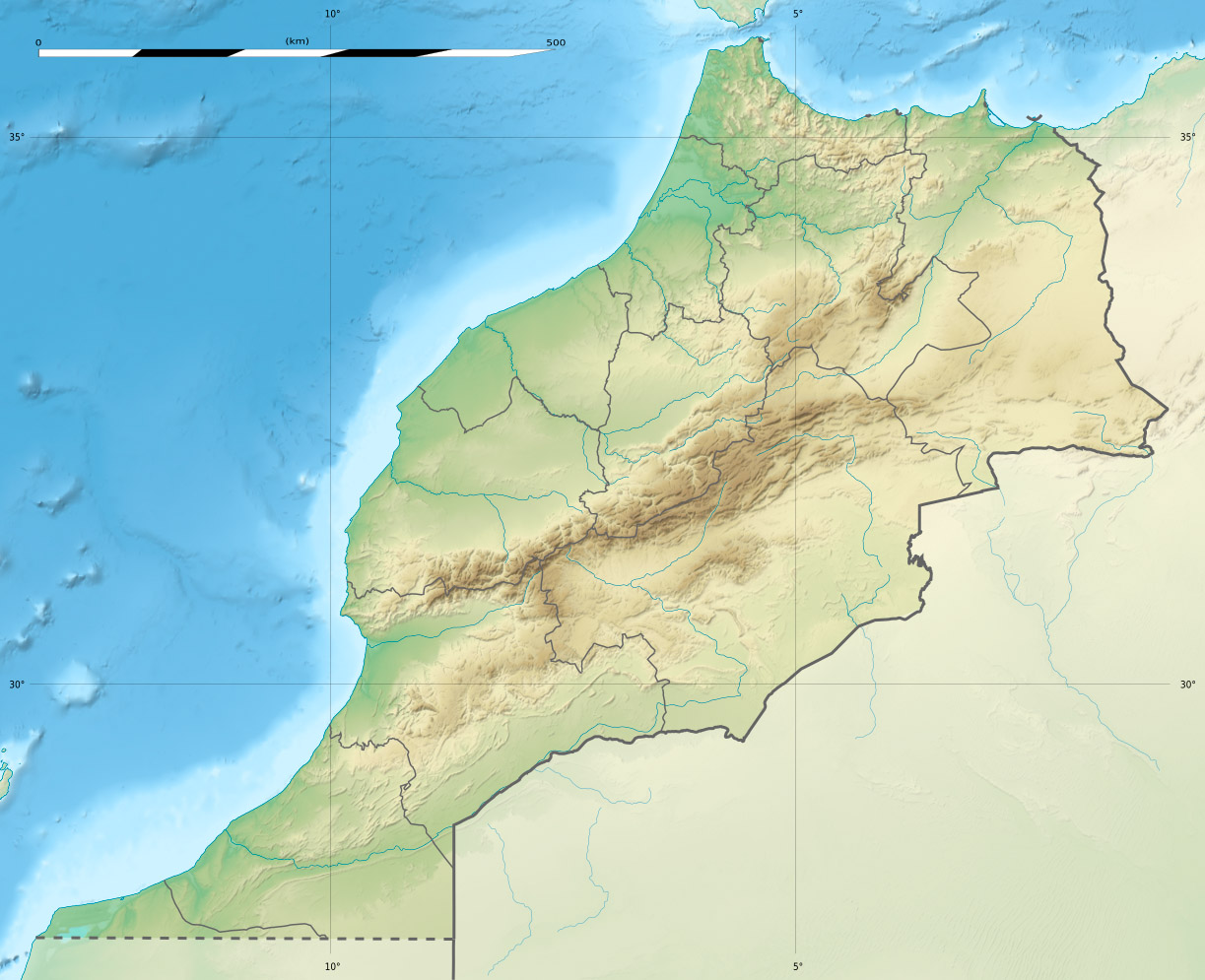
Carte topographique du Maroc.

Cette liste commentée recense la mammalofaune du Maroc. Elle répertorie les espèces de mammifères présentes actuellement au Maroc et celles qui ont été récemment classifiées comme éteintes (à partir de l'Holocène, depuis donc 500 ans[Quoi ?]). Cette liste comporte 141 espèces réparties en onze ordres et 35 familles, dont neuf sont « en danger critique d'extinction », dix sont « en danger », dix sont « vulnérables », onze sont « quasi menacées » et vingt ont des « données insuffisantes » pour être classées (selon les critères de la liste rouge de l'UICN au niveau mondial).
Elle contient au moins deux espèces introduites sur ce territoire, qui sont plus ou moins bien acclimatées. Il peut y avoir aussi dans cette liste des animaux non reconnus par la liste rouge de l'UICN (deux mammifères ici), classés en « non évalué » en raison notamment du manque de données, ainsi que des espèces domestiques, disparues ou éteintes avant le XVIe siècle. Il existe au Maroc des espèces et sous-espèces de mammifères endémiques.

## Statuts de la liste rouge de l'UICN
Les statuts de conservation utilisés par la liste rouge de l'UICN mondiale sont :
| (EX) | Éteint                  | Il n'y a pas le moindre doute sur le fait que le dernier spécimen recensé est mort.                                                                   |
| (EW) | Éteint à l'état sauvage | L'espèce est connue uniquement en captivité ou en tant que population naturalisée bien en dehors de son ancienne aire de répartition.                 |
| (CR) | En danger critique      | L'espèce risque prochainement de s'éteindre à l'état sauvage.                                                                                         |
| (EN) | En danger               | L'espèce fait face à un très gros risque d'extinction à l'état sauvage.                                                                               |
| (VU) | Vulnérable              | L'espèce fait face à un gros risque d'extinction à l'état sauvage.                                                                                    |
| (NT) | Quasi menacé            | L'espèce ne satisfait pas un ou plusieurs des critères prévus qui permettraient de la catégoriser, mais pourrait risquer de s'éteindre dans le futur. |
| (LC) | Préoccupation mineure   | Il n'y a pas de risque identifiable pour l'espèce. |
| (DD) | Données insuffisantes   | Il n'y a pas d'information adéquate qui permettraient de faire une évaluation des risques pour cette espèce.                                          |
| (NE) | Non évalué              | L'espèce n'a pas encore été confrontée aux critères précédents, n'est pas reconnue par l'UICN ou bien s'est éteinte avant le XVIe siècle.             |

## Ordre:Primates

### Famille:Cercopithécidés
| Nom binominal, nom vulgaire et citation d'auteurs      | Nom vulgaire marocain (langue officielle du Maroc) | Origine et statut au Maroc | Aire de répartition                        | Statut UICN mondial | Image               |
| ------------------------------------------------------ | -------------------------------------------------- | -------------------------- | ------------------------------------------ | ------------------- | ------------------- |
| Macaca sylvanus (Macaque de Barbarie) (Linnaeus, 1758) | مكاك بربري ، قرد زعطوط                             | Autochtone                 | Aire de répartition du Macaque de Barbarie | (EN)                | Macaque de Barbarie |

### Famille:Hominidés
| Nom binominal, nom vulgaire et citation d'auteurs | Nom vulgaire marocain (langue officielle du Maroc) | Origine et statut au Maroc | Aire de répartition                    | Statut UICN mondial | Image         |
| ------------------------------------------------- | -------------------------------------------------- | -------------------------- | -------------------------------------- | ------------------- | ------------- |
| Homo sapiens (Homme moderne) Linnaeus, 1758       | إنسان عاقل                                         | Autochtone                 | Aire de répartition de l'Homme moderne | (LC)                | Homme moderne |

## Ordre:Lagomorphes

### Famille:Léporidés
| Nom binominal, nom vulgaire et citation d'auteurs     | Nom vulgaire marocain (langue officielle du Maroc) | Origine et statut au Maroc | Aire de répartition                       | Statut UICN mondial | Image              |
| ----------------------------------------------------- | -------------------------------------------------- | -------------------------- | ----------------------------------------- | ------------------- | ------------------ |
| Oryctolagus cuniculus (Lapin commun) (Linnaeus, 1758) | أرنب أوروبي                                        | Autochtone                 | Aire de répartition du Lapin commun       | (NT)                | Lapin commun       |
| Lepus capensis (Lièvre du Cap) (Linnaeus, 1758)       | أرنب الصحراء البري                                 | Autochtone                 | Aire de répartition du Lièvre du Cap      | (LC)                | Lièvre du Cap      |
| Lepus microtis (Lièvre des savanes) (Heuglin,1865)    | أرنب سافانا أفريقيا                                | Autochtone                 | Aire de répartition du Lièvre des savanes | (LC)                | Lièvre des savanes |

## Ordre:Macroscelidea

### Famille:Macroscelidea
| Nom binominal, nom vulgaire et citation d'auteurs                     | Nom vulgaire marocain (langue officielle du Maroc) | Origine et statut au Maroc | Aire de répartition                                   | Statut UICN mondial | Image                          |
| --------------------------------------------------------------------- | -------------------------------------------------- | -------------------------- | ----------------------------------------------------- | ------------------- | ------------------------------ |
| Elephantulus rozeti (Macroscélide d'Afrique du Nord) (Duvernoy, 1833) | زبابة الفيل الأفريقية الشمالية                     | Autochtone                 | Aire de répartition du Macroscélide d'Afrique du Nord | (LC)                | Macroscélide d'Afrique du Nord |

## Ordre:Rodentia

### Famille:Hystricidae
| Nom binominal, nom vulgaire et citation d'auteurs     | Nom vulgaire marocain (langue officielle du Maroc) | Origine et statut au Maroc | Aire de répartition                      | Statut UICN mondial | Image             |
| ----------------------------------------------------- | -------------------------------------------------- | -------------------------- | ---------------------------------------- | ------------------- | ----------------- |
| Hystrix cristata (Porc-épic à crête) (Linnaeus, 1758) | شيهم مبذول                                         | Autochtone                 | Aire de répartition du Porc-épic à crête | (EN)                | Porc-épic à crête |

### Famille:Sciuridae
| Nom binominal, nom vulgaire et citation d'auteurs                       | Nom vulgaire marocain (langue officielle du Maroc) | Origine et statut au Maroc | Aire de répartition                           | Statut UICN mondial | Image                |
| ----------------------------------------------------------------------- | -------------------------------------------------- | -------------------------- | --------------------------------------------- | ------------------- | -------------------- |
| Atlantoxerus getulus (Écureuil de Barbarie) (Linnaeus, 1758)            | سنجاب بربري                                        | Autochtone                 | Aire de répartition de l'Écureuil de Barbarie | (LC)                | Écureuil de Barbarie |
| Xerus erythropus (Écureuil fouisseur) (E. Geoffroy Saint-Hilaire, 1803) | سنجاب أرضي أفريقي                                  | Autochtone                 | Aire de répartition de l'Écureuil fouisseur   | (LC)                | Écureuil fouisseur   |

### Famille:Dipodidae
| Nom binominal, nom vulgaire et citation d'auteurs              | Nom vulgaire marocain (langue officielle du Maroc) | Origine et statut au Maroc | Aire de répartition                             | Statut UICN mondial | Image                    |
| -------------------------------------------------------------- | -------------------------------------------------- | -------------------------- | ----------------------------------------------- | ------------------- | ------------------------ |
| Jaculus jaculus (Gerboise des steppes) (Linné, 1758)           | يربوع مصري صغير                                    | Autochtone                 | Aire de répartition du Gerboise des steppes     | (LC)                | Gerboise des steppes     |
| Jaculus orientalis (Grande gerboise d'Égypte) (Erxleben, 1777) | يربوع مصري كبير                                    | Autochtone                 | Aire de répartition du Grande gerboise d'Égypte | (LC)                | Grande gerboise d'Égypte |

### Famille:Gliridae
| Nom binominal, nom vulgaire et citation d'auteurs  | Nom vulgaire marocain (langue officielle du Maroc) | Origine et statut au Maroc | Aire de répartition                     | Statut UICN mondial | Image                                                   |
| -------------------------------------------------- | -------------------------------------------------- | -------------------------- | --------------------------------------- | ------------------- | ------------------------------------------------------- |
| Eliomys munbyanus (Lérot du Maghreb) (Pomel, 1856) | زغبة مغربية                                        | Autochtone                 | Aire de répartition du Lérot du Maghreb | (LC)                | Une illustration sous licence libre serait la bienvenue |

### Famille:Muridae
| Nom binominal, nom vulgaire et citation d'auteurs                               | Nom vulgaire marocain (langue officielle du Maroc) | Origine et statut au Maroc | Aire de répartition                                  | Statut UICN mondial | image                      |
| ------------------------------------------------------------------------------- | -------------------------------------------------- | -------------------------- | ---------------------------------------------------- | ------------------- | -------------------------- |
| Acomys cahirinus (Rat épineux du Caire) (Pomel, 1856)                           | فأر شوكي مصري                                      | Autochtone                 | Aire de répartition du Rat épineux du Caire          | (LC)                | Rat épineux du Caire       |
| Acomys chudeaui (Souris épineuse de Chudeau) (Pomel, 1856)                      | فأر شوكي                                           | Autochtone                 | Aire de répartition de la Souris épineuse de Chudeau | (LC)                | Souris épineuse de Chudeau |
| Dipodillus campestris (Gerbille champêtre) (Pomel, 1856)                        | حقل جربيل                                          | Autochtone                 | Aire de répartition de la Gerbille champêtre         | (LC)                | Gerbille champêtre         |
| Gerbillus gerbillus (Petite gerbille du sable) (Olivier, 1801)                  | عضل مصري صغير                                      | Autochtone                 | Aire de répartition de la Petite gerbille du sable   | (LC)                | Petite gerbille du sable   |
| Gerbillus hesperinus (Gerbille hespérine) (Cabrera, 1936)                       | عضل مغربي                                          | Autochtone                 | Aire de répartition du Gerbille hespérine            | (EN)                | Gerbille hespérine         |
| Gerbillus hoogstraali (Gerbille du Souss) (Lay, 1975)                           | عضل هوغسترالي                                      | Autochtone                 | Aire de répartition du Gerbillus hoogstraali         | (VU)                | Gerbillus hoogstraali      |
| Dipodillus maghrebi (Grande gerbille à queue courte) (Schlitter & Setzer, 1972) | حقل جربيل                                          | Autochtone                 | Aire de répartition du Dipodillus maghrebi           | (LC)                | Dipodillus maghrebi        |
| Gerbillus nanus (Gerbille du Baluchistan) (Blanford, 1875)                      | عضل بلوشي                                          | Autochtone                 | Aire de répartition du Gerbille du Baluchistan       | (LC)                | Gerbille du Baluchistan    |
| Gerbillus occiduus (Gerbille occidentale) (Lay, 1975)                           | عضل غربي                                           | Autochtone                 | Aire de répartition du Gerbille occidentale          | (DD)                | Gerbille occidentale       |
| Gerbillus henleyi (Gerbille de Henley) (de Winton, 1903)                        | عضل قزم                                            | Autochtone                 | Aire de répartition du Gerbillus henleyi             | (LC)                | Gerbillus henleyi          |
| Meriones crassus (Mérione du désert) (Sundevall, 1842)                          | جرد غليظ                                           | Autochtone                 | Aire de répartition du Mérione du désert             | (LC)                | Mérione du désert          |
| Meriones shawi (Mérione de Shaw) (Duvernoy, 1842)                               | ميريون من شو                                       | Autochtone                 | Aire de répartition du Mérione du Shaw               | (LC)                | Mérione du Shaw            |
| Meriones libycus (Mérione à queue rouge) (Lichtenstein, 1823)                   | جرد ليبي                                           | Autochtone                 | Aire de répartition du Meriones libycus              | (LC)                | Meriones libycus           |
| Pachyuromys duprasi (Gerbille à queue grasse) (Lataste, 1880)                   | عضل أليان                                          | Autochtone                 | Aire de répartition du Gerbille à queue grasse       | (LC)                | Gerbille à queue grasse    |
| Psammomys obesus (Gros rat du sable) (Cretzschmar, 1828)                        | فأر الرمل السمين                                   | Autochtone                 | Aire de répartition du Gros rat du sable             | (LC)                | Gros rat du sable          |
| Apodemus sylvaticus (Mulot sylvestre) (Linnaeus, 1758)                          | فأر الحراج                                         | Autochtone                 | Aire de répartition du Mulot sylvestre               | (LC)                | Mulot sylvestre            |
| Lemniscomys barbarus (Rat rayé de barbarie) (Linnaeus, 1766)                    | الفئران مخططة البربري                              | Autochtone                 | Aire de répartition du Rat rayé de barbarie          | (LC)                | Rat rayé de barbarie       |
| Mastomys erythroleucus (Rat à mamelles multiples) (Temminck, 1853)              | الفئران مع الضروع متعددة                           | Autochtone                 | Aire de répartition du Rat à mamelles multiples      | (LC)                | Rat à mamelles multiples   |
| Mus musculus (Souris grise) (Linnaeus, 1758)                                    | فأر المنازل                                        | Autochtone                 | Aire de répartition de la Souris grise               | (LC)                | Souris grise               |
| Mus spretus (Souris d'Afrique du Nord) (Lataste, 1883)                          | فأر غرب المتوسط                                    | Autochtone                 | Aire de répartition de la Souris d'Afrique du Nord   | (LC)                | Souris d'Afrique du Nord   |
| Rattus norvegicus (Rat brun) (Berkenhout, 1769)                                 | جرذ بني                                            | Autochtone                 | Aire de répartition du Rat brun                      | (LC)                | Rat brun                   |
| Rattus rattus (Rat noir) (Linnaeus, 1758)                                       | جرذ أسود                                           | Autochtone                 | Aire de répartition du Rat noir                      | (LC)                | Rat noir                   |

### Famille:Ctenodactylidae
| Nom binominal, nom vulgaire et citation d'auteurs        | Nom vulgaire marocain (langue officielle du Maroc) | Origine et statut au Maroc | Aire de répartition                      | Statut UICN mondial | Image             |
| -------------------------------------------------------- | -------------------------------------------------- | -------------------------- | ---------------------------------------- | ------------------- | ----------------- |
| Ctenodactylus gundi (Goundi de l'Atlas) (Rothmann, 1776) | قندي شائع                                          | Autochtone                 | Aire de répartition du Goundi de l'Atlas | (LC)                | Goundi de l'Atlas |
| Ctenodactylus vali (Goundi du désert) (Thomas, 1902)     | قندي فالي                                          | Autochtone                 | Aire de répartition du Goundi du désert  | (DD)                | Goundi du désert  |

## Ordre:Erinaceidae

### Famille:Erinaceidae
| Nom binominal, nom vulgaire et citation d'auteurs              | Nom vulgaire marocain (langue officielle du Maroc) | Origine et statut au Maroc | Aire de répartition                      | Statut UICN mondial | Image              |
| -------------------------------------------------------------- | -------------------------------------------------- | -------------------------- | ---------------------------------------- | ------------------- | ------------------ |
| Atelerix algirus (Hérisson d'Algérie) (Lereboullet, 1842)      | قنفذ شمال أفريقيا                                  | Autochtone                 | Aire de répartition d'Hérisson d'Algérie | (LC)                | Hérisson d'Algérie |
| Paraechinus aethiopicus (Hérisson du désert) (Ehrenberg, 1833) | قنفذ حبشي                                          | Autochtone                 | Aire de répartition d'Hérisson du désert | (LC)                | Hérisson du désert |

## Ordre:Soricomorpha

### Famille:Soricidae
| Nom binominal, nom vulgaire et citation d'auteurs                         | Nom vulgaire marocain (langue officielle du Maroc) | Origine et statut au Maroc | Aire de répartition                             | Statut UICN mondial | Image                    |
| ------------------------------------------------------------------------- | -------------------------------------------------- | -------------------------- | ----------------------------------------------- | ------------------- | ------------------------ |
| Crocidura lusitania (Musaraigne mauritanienne) (Dollman, 1915)            | زبابات                                             | Autochtone                 | Aire de répartition du Musaraigne mauritanienne | (LC)                | Musaraigne mauritanienne |
| Crocidura russula (Musaraigne musette) (Hermann, 1780)                    | زبابات                                             | Autochtone                 | Aire de répartition du Musaraigne musette       | (LC)                | Musaraigne musette       |
| Crocidura tarfayensis (Musaraigne saharienne) (Vesmanis & Vesmanis, 1980) | زبابات                                             | Autochtone                 | Aire de répartition du Musaraigne saharienne    | (DD)                | Musaraigne saharienne    |
| Crocidura viaria (Musaraigne des savanes) (I. Geoffroy, 1834)             | زبابات                                             | Autochtone                 | Aire de répartition du Musaraigne des savanes   | (LC)                | Musaraigne des savanes   |
| Crocidura whitakeri (Musaraigne de Whitaker) (De Winton, 1898)            | زبابات                                             | Autochtone                 | Aire de répartition du Musaraigne de Whitaker   | (LC)                | Musaraigne de Whitaker   |
| Suncus etruscus (Pachyure étrusque) (Savi, 1822)                          | زبابات                                             | Autochtone                 | Aire de répartition du Pachyure étrusque        | (LC)                | Pachyure étrusque        |

## Ordre:Chiroptera

### Famille:Vespertilionidae
| Nom binominal, nom vulgaire et citation d'auteurs                                  | Nom vulgaire marocain (langue officielle du Maroc) | Origine et statut au Maroc | Aire de répartition                                  | Statut UICN mondial | Image                         |
| ---------------------------------------------------------------------------------- | -------------------------------------------------- | -------------------------- | ---------------------------------------------------- | ------------------- | ----------------------------- |
| Myotis capaccinii (Murin de Capaccini) (Bonaparte, 1837)                           | خفافيش الليل                                       | Autochtone                 | Aire de répartition du Murin de Capaccini            | (VU)                | Murin de Capaccini            |
| Myotis emarginatus (Murin à oreilles échancrées) (E. Geoffroy Saint-Hilaire, 1806) | خفافيش الليل                                       | Autochtone                 | Aire de répartition du Murin à oreilles échancrées   | (LC)                | Murin à oreilles échancrées   |
| Myotis mystacinus (Murin à moustaches) (E. Geoffroy Saint-Hilaire, 1806)           | خفافيش الليل                                       | Autochtone                 | Aire de répartition du Murin à moustaches            | (LC)                | Aire de répartition du        |
| Myotis punicus (Murin du Maghreb) (Felten, 1977)                                   | خفافيش الليل                                       | Autochtone                 | Aire de répartition du Murin de Felton               | (DD)                | Murin du Maghreb              |
| Myotis zenatius (Murin Zenati) Ibáñez, Juste, Salicini, Puechmaille & Ruedi, 2019  |                                                    | Autochtone                 |                                                      | (LC)                | Murin Zenati                  |
| Barbastella barbastellus (Barbastelle d'Europe) (Schreber, 1774)                   | خفافيش الليل                                       | Autochtone                 | Aire de répartition du Barbastelle d'Europe          | (NT)                | Barbastelle d'Europe          |
| Eptesicus serotinus (Sérotine commune) (Schreber, 1774)                            | خفافيش الليل                                       | Autochtone                 | Aire de répartition du Sérotine commune              | (LC)                | Sérotine commune              |
| Hypsugo savii (Vespère de Savi) (Bonaparte, 1837)                                  | خفافيش الليل                                       | Autochtone                 | Aire de répartition du Vespère de Savi               | (LC)                | Vespère de Savi               |
| Nyctalus lasiopterus (Grande Noctule) (Schreber, 1780)                             | خفافيش الليل                                       | Autochtone                 | Aire de répartition du Grande Noctule                | (NT)                | Grande Noctule                |
| Nyctalus leisleri (Noctule de Leisler) (Kuhl, 1817)                                | خفافيش الليل                                       | Autochtone                 | Aire de répartition du Noctule de Leisler            | (LC)                | Noctule de Leisler            |
| Otonycteris hemprichii (Oreillard d'Hemprich) (Peters, 1859)                       | خفافيش الليل                                       | Autochtone                 | Aire de répartition du Oreillard d'Hemprich          | (LC)                | Oreillard d'Hemprich          |
| Pipistrellus kuhlii (Pipistrelle de Kuhl) (Natterer in Kuhl, 1817)                 | خفافيش الليل                                       | Autochtone                 | Aire de répartition du Pipistrelle de Kuhl           | (LC)                | Pipistrelle de Kuhl           |
| Pipistrellus pipistrellus (Pipistrelle commune) (Schreber, 1774)                   | خفافيش الليل                                       | Autochtone                 | Aire de répartition du Pipistrelle commune           | (LC)                | Pipistrelle commune           |
| Pipistrellus rueppellii (Pipistrelle de Rüppell) (J. Fischer, 1829)                | خفافيش الليل                                       | Autochtone                 | Aire de répartition du Pipistrelle de Rüppell        | (LC)                | Pipistrelle de Rüppell        |
| Plecotus kolombatovici (Chauve-souris de Kolombatovic) (Dulic, 1980)               | خفافيش الليل                                       | Autochtone                 | Aire de répartition du Chauve-souris de Kolombatovic | (LC)                | Chauve-souris de Kolombatovic |
| Miniopterus schreibersii (Minioptère de Schreibers) (Kuhl, 1817)                   | خفافيش الليل                                       | Autochtone                 | Aire de répartition du Minioptère de Schreibers      | (NT)                | Minioptère de Schreibers      |

### Famille:Rhinopoma
| Nom binominal, nom vulgaire et citation d'auteurs         | Nom vulgaire marocain (langue officielle du Maroc) | Origine et statut au Maroc | Aire de répartition                    | Statut UICN mondial | Image           |
| --------------------------------------------------------- | -------------------------------------------------- | -------------------------- | -------------------------------------- | ------------------- | --------------- |
| Rhinopoma hardwickii (Petit rhinopome) (Gray, 1831)       | خفاش ذيل الفأر                                     | Autochtone                 | Aire de répartition du Petit rhinopome | (LC)                | Petit rhinopome |
| Rhinopoma microphyllum (Grand rhinopome) (Brünnich, 1782) | خفاش ذيل الفأر                                     | Autochtone                 | Aire de répartition du Grand rhinopome | (LC)                | Grand rhinopome |

### Famille:Molossidae
| Nom binominal, nom vulgaire et citation d'auteurs         | Nom vulgaire marocain (langue officielle du Maroc) | Origine et statut au Maroc | Aire de répartition                       | Statut UICN mondial | Image              |
| --------------------------------------------------------- | -------------------------------------------------- | -------------------------- | ----------------------------------------- | ------------------- | ------------------ |
| Tadarida teniotis (Molosse de Cestoni) (Rafinesque, 1814) | خفاش حر الذيل الأوروبي                             | Autochtone                 | Aire de répartition du Molosse de Cestoni | (LC)                | Molosse de Cestoni |

### Famille:Nycteridae
| Nom binominal, nom vulgaire et citation d'auteurs                              | Nom vulgaire marocain (langue officielle du Maroc) | Origine et statut au Maroc | Aire de répartition                             | Statut UICN mondial | Image                    |
| ------------------------------------------------------------------------------ | -------------------------------------------------- | -------------------------- | ----------------------------------------------- | ------------------- | ------------------------ |
| Nycteris thebaica (Chauve-souris égyptienne) (E. Geoffroy Saint-Hilaire, 1818) | الخفافيش المصرية                                   | Autochtone                 | Aire de répartition du Chauve-souris égyptienne | (LC)                | Chauve-souris égyptienne |

### Famille:Rhinolophe
| Nom binominal, nom vulgaire et citation d'auteurs              | Nom vulgaire marocain (langue officielle du Maroc) | Origine et statut au Maroc | Aire de répartition                               | Statut UICN mondial | Image                      |
| -------------------------------------------------------------- | -------------------------------------------------- | -------------------------- | ------------------------------------------------- | ------------------- | -------------------------- |
| Rhinolophus blasii (Rhinolophe de Blasius) (Peters, 1866)      | رينولوف بلاسيوس                                    | Autochtone                 | Aire de répartition du Rhinolophe de Blasius      | (LC)                | Rhinolophe de Blasius      |
| Rhinolophus euryale (Rhinolophe euryale) (Blasius, 1853)       | خفاش الحذوة المتوسطي                               | Autochtone                 | Aire de répartition du Rhinolophe euryale         | (NT)                | Rhinolophe euryale         |
| Rhinolophus ferrumequinum (Grand rhinolophe) (Schreber, 1774)  | خفاش الحذوة الكبير                                 | Autochtone                 | Aire de répartition du Grand rhinolophe           | (LC)                | Grand rhinolophe           |
| Rhinolophus hipposideros (Petit rhinolophe) (Bechstein, 1800)  | خفاش الحذوة الصغير                                 | Autochtone                 | Aire de répartition du Petit rhinolophe           | (LC)                | Petit rhinolophe           |
| Rhinolophus mehelyi (Rhinolophe de Mehely) (Matschie, 1901)    | خفاش حذوة ميهيلي                                   | Autochtone                 | Aire de répartition du Rhinolophe de Mehely       | (VU)                | Rhinolophe de Mehely       |
| Asellia tridens (Trident du désert) (E. Geoffroy, 1813)        | خفاش ترايدنت عاري البطن                            | Autochtone                 | Aire de répartition du Trident du désert          | (LC)                | Trident du désert          |
| Hipposideros caffer (Phyllorine de Cafrérie) (Sundevall, 1846) | خفاش ترايدنت                                       | Autochtone                 | Aire de répartition du Chauve-souris de Sundevall | (LC)                | Chauve-souris de Sundevall |